# Linh Chiếu Thái hậu
Linh Chiếu hoàng thái hậu (chữ Hán: 靈詔皇太后, trước năm 1108 - tháng 7, 1161), còn được biết đến là Lê Thái hậu (黎太后) hay Cảm Thánh phu nhân (感聖夫人), một phi tần của Lý Thần Tông, mẹ đẻ của Lý Anh Tông.
Bà chưa từng làm Hoàng hậu khi còn sống, chỉ được tôn Hoàng thái hậu khi Lý Anh Tông nối ngôi và gia tôn cho mẹ đẻ. Lịch sử nhà Lý thường nhắc tới Linh Chiếu Thái hậu với vai trò nhiếp chính thời Anh Tông, cũng là người có vai trò quan trọng giúp con trai bà kế vị ngai vàng. Bên cạnh đó, Thái hậu có mối quan hệ tư tình với Thái úy phụ chính Đỗ Anh Vũ, một quyền thần dưới thời Anh Tông. Theo dòng họ, Đỗ Anh Vũ có họ hàng với Thái úy Việt quốc công Lý Thường Kiệt, phụ chính thời Lý Nhân Tông.
Năm 1150, tức năm Canh Ngọ, Điện tiền chỉ huy sứ Vũ Cát Đái cùng Phò mã Dương Tự Minh, thân vương nổi lên làm cung biến, giam Thái úy Đỗ Anh Vũ trong ngục, xét án phải đày làm nô. Nhưng Hoàng thái hậu tính kế khiến cuối cùng Thái úy phục chức, và ra tay giết hại đồng đảng. Hơn 50 người tham gia bị tử hình hoặc đày ải nơi xa. Đấy gọi là Canh Ngọ cung biến (庚午宮變).

## Tiểu sử
Linh Chiếu hoàng thái hậu là con gái trưởng của Phụ Thiên đại vương (輔天大王), mẹ là Thụy Thánh công chúa, con gái của Dự Tông Chính hoàng, bà là chị của Phụng Thánh phu nhân. Tổ phụ của bà là Chân Đăng bảo sở Quan sát sứ họ Lê, có trị sở ở hương Tuế Phong (này là Hương Nộn, huyện Tam Nông), cháu của Ngự Man đại vương Lê Long Đinh, như vậy dòng họ bà là hậu duệ xa của hoàng đế Lê Đại Hành. Tổ mẫu là Ngọc Kiều công chúa, con gái của Phụng Càn vương Lý Nhật Trung, được Lý Thánh Tông nhận làm con gái nuôi.
Bà nhập cung năm 1134, nhận tước hiệu Cảm Thánh phu nhân (感聖夫人). Từ năm 1129, Đỗ Anh Vũ 16 tuổi được hầu Thần Tông ở mành trướng, theo dã sử, lúc này Đỗ Anh Vũ và bà đã gặp gỡ nhau và phải lòng nhau.
Năm 1136, mùa hạ, tháng 4, bà sinh ra Hoàng tử Lý Thiên Tộ (李天祚), là con trai thứ hai của Thần Tông hoàng đế. Khi trước, Thần Tông đã lập Lý Thiên Lộc (李天祿) làm Hoàng thái tử, nhưng bà thấy Thiên Lộc là con người hầu, địa vị thấp hèn, trong khi Thiên Tộ sinh chỉ sau Thiên Lộc 4 năm, địa vị bà lúc đó thuộc hàng chánh cung, nên bèn cùng Phụng Thánh phu nhân tìm cách mà xin việc phế lập ngôi Thái tử.
Năm 1138, tháng 9, Thần Tông hoàng đế bệnh nặng. Bà cùng hai vị phu nhân là Nhật Phụng phu nhân, Phụng Thánh phu nhân đút lót Tham tri chính sự Từ Văn Thông, và dặn rằng: "Nếu có vâng mệnh vua thảo di chiếu thì chớ nên bỏ lời của ba phu nhân". Văn Thông nhận lời. Khi Thần Tông ốm năng, sai soạn di chiếu, Văn Thông chần chừ không viết.
Ba phu nhân vào khóc lóc, nói rằng: "Bọn thiếp nghe người xưa lập con nối thì lập con đích chứ không lập con thứ; Thiên Lộc là con nàng hầu yêu, nếu cho nối ngôi thì ả mẫu thân lại sinh lòng ghen ghét tất tiếm lấn, làm hại mẹ con thần thiếp. Như thế chúng thiếp làm thế nào được?".
Thần Tông hoàng đế cho là phải, xuống chiếu rằng: "Hoàng tử Thiên Tộ tuy tuổi còn thơ ấu, nhưng là con đích, thiên hạ đều biết, nên cho nối nghiệp của trẫm, còn Thái tử Thiên Lộc thì phong làm Minh Đạo Vương".
Ngày 26 tháng 9, năm đó, Thần Tông hoàng đế băng hà. Con trai là Thái tử Thiên Tộ kế vị, tức Lý Anh Tông. Cảm Thánh phu nhân được tôn làm Hoàng thái hậu, tôn hiệu là Hiến Chí hoàng thái hậu (憲至皇太后), ở Quảng Từ cung (瀇慈宮). Theo lệ như Linh Nhân thái hậu trước đây, buông rèm nhiếp chính.

## Thùy liêm thính chánh

### Tranh đoạt hoàng vị
Theo nghiên cứu của các nhà sử học Hàn Quốc và Việt Nam, khi Thần Tông hoàng đế qua đời, Thái tử Lý Thiên Tộ mới 3 tuổi, triều thần muốn tôn Kiến Hải vương Lý Dương Côn - một người con nuôi khác của Nhân Tông hoàng đế, vốn là con đẻ của Thành Quảng hầu - lên nối ngôi. Nhưng lúc đó Linh Chiếu Thái hậu dựa vào Đỗ Anh Vũ giúp đỡ, khiến Kiến Hải vương bị hạ bệ và phải lưu vong.
Đỗ Anh Vũ là em trai của Chiêu Hiến Thái hoàng thái hậu Đỗ thị, mẹ của Thần Tông hoàng đế. Ông đã nắm hết binh quyền, đã loại hết các địch thủ của thái tử Thiên Tộ, nên Thiên Tộ được đưa lên ngôi. Đỗ Anh Vũ nhân đó muốn giết hết tông tộc của các thân vương.
Năm đầu niên hiệu Thiệu Minh (1138), Đỗ Anh Vũ được phong làm Phụ quốc Thái úy và được ban quốc tính , vì vậy có tài liệu gọi là Lý Anh Vũ. Ông có vợ là Tô thị, họ hàng với Thái phó Tô Hiến Thành, ra vào cung cấm hầu hạ Thái hoàng thái hậu ở Động Nhân cung, ông nhân đó vào cung mà tư thông với Hoàng thái hậu .

### Canh Ngọ cung biến
Năm 1141, sau khi dẹp loạn Thân Lợi, Thái úy Đỗ Anh Vũ được ban cho lụa tốt cùng ba phủ Nghệ An, Thanh Hóa và Phú Lương làm phong ấp. Thái úy có công cấm trừ di tục, man dân khoanh tay mà chịu mặc hình; trộm cướp và dân ở biên thùy đều khiếp sợ mà nghe theo sự giáo hóa của triều đình. Từ đó, ông ở trong triều có phần oai phong và hiển hách.
Năm 1150, tức năm Canh Ngọ, Trí Minh vương cùng Phò mã Dương Tự Minh, Điện tiền chỉ huy sứ Vũ Cát Đái đốc xuất quân sĩ kéo đến ngoài cửa Việt Thành, kể tội ông chuyên quyền và tư thông với Thái hậu, rồi xông vào bắt Anh Vũ giam lại ở hiên Cụ Thánh. Thái hậu sai người đưa cơm rượu vào cho Đỗ Anh Vũ và ngầm để vàng trong cơm để ông hối lộ Vũ Cát Đái. Viên Hỏa đầu ở đô Cụ Thánh là Nguyễn Dương khuyên phe Vũ Đái không nên nhận vàng mà nên giết luôn Đỗ Anh Vũ trừ hậu họa nhưng Vũ Đái không nghe. Dương bèn đi tự vẫn, vì e rằng sau này Anh Vũ sẽ báo thù.
Anh Tông hoàng đế khi ấy lên điện xét án, không giết Đỗ Anh Vũ nhưng xử tội đồ làm "Cảo điền nhi", tức là tá điền, phải đi cày ruộng công của triều đình. Thái hậu nghĩ cách giúp Anh Vũ được trở lại như cũ, nên thường mở hội to, tha tội nhân, mong Anh Vũ cũng được dự ân xá. Anh Vũ vì nhiều lần được ân xá được khỏi tội. Hoàng thái hậu nhân đó khuyên Anh Tông phục chức cho ông. Và khi đó, Thái úy Anh Vũ lại bắt đầu tính toán trả thù những người đã hại mình trước đây.
Cuối cùng vào cuối năm 1150, Trí Minh vương xuống tước Hầu, Bảo Ninh hầu xuống tước Minh tự, Bảo Thắng hầu xuống tước Phụng chức, Nội thị là bọn Đỗ Ất 5 người bị "cưỡi ngựa gỗ", bọn Hoả đầu đô Ngọc Giai là Đồng lợi 8 người bị chém ở chợ Tây Giai, bọn Điện tiền đô chỉ huy Vũ Đái 20 người chém bêu đầu ở các bến sông, bọn Phò mã lang Dương Tự Minh 30 người bị tội lưu ở nơi xa độc, những người dự mưu đều bị tội đồ làm điền hoành, khao giáp. Đấy gọi là Canh Ngọ cung biến (庚午宮變).

### Cuối đời
Sau sự kiện năm 1150, Anh Tông hoàng đế khi ấy đã 14 tuổi, đến tuổi có thể tự mình thân chính, nhưng Hoàng thái hậu vẫn quyết định giữ mọi quyền hành trong triều. Năm 1158, Thái úy phụ chính Đỗ Anh Vũ từ trần, phụ chính triều Lý trong 20 năm, hưởng thọ 46 tuổi. Thái hậu khi ấy mới giao trả quyền hành lại cho Anh Tông hoàng đế. Dù xảy ra sự kiện năm 1150, Đỗ Anh Vũ vẫn được truy phong "Kiểm hiệu Thái úy Minh chính Bình chương sự Thượng trụ quốc Nguyên soái Đại Đô thống".
Năm Đại Định thứ 22 (1161), mùa thu, tháng 7, Hoàng thái hậu giá băng, không rõ bao nhiêu tuổi, Anh Tông hoàng đế dâng thụy là Linh Chiếu (靈詔).